# テープアウト
テープアウト（英: Tape-out）は、マイクロプロセッサなどの半導体製造工程における、設計の最終段階の区切りを指す。

## 概要
現在の集積回路設計は、各種EDAツールを駆使する、長くて複雑な工程（設計、配置〈ピン配置・コア配置〉、シミュレーション、最適化、検証など）を経なければならず、各工程に専用のEDAツールが存在する。プロセスの微細化や要求されるスペックの向上に伴う回路規模の増大といった事情があることからツールがある程度は自動化され、PCやワークステーションが高速化されても設計工程全体にかかる時間はあまり短縮されていない。こういった事情から、テープアウトにはこれらのプロジェクトに取り組んだ者たちが設計の終わりに迎える祝賀の意味も込められており、その後は製造工程から戻ってくる実働品についての予想と実働検証用の準備が続く。
かつて、回路のレイアウトとその他の詳細（マスクパターンなど）を記録した最終データを磁気テープに記録して製造工程に送付したことから、この名前が付いた。現在ではこの過程に磁気テープが使われることはなく、CD-RやDVD-R、ネットワーク経由などに移行している。また、比較的小規模な回路であればFPGAを使うことにより、試作品から一段飛び越して量産先行品とすることができるうえ、その結果をファウンドリにかけることにより、ワンタイムFPGAの形で量産品とすることができる。ただし、費用対効果比の見積もりが難しい。
以上のような事情の進展があったにもかかわらず、この語句は設計工程の区切り目を表す言葉として伝統的に使われ続けている。

## 類似用語
フィルムアウト
CGや特撮、デジタルペイントなどで、作業が終わって編集工程に引き渡す最終段階を指す。こちらもフィルムに直接印画することはなくなったが、慣習的にそう呼ばれている。
マスターアップ
主にソフトウェアで、出荷段階に到達したレベルのツール・各種データ・インストーラをまとめる最終段階を指す。ゲーム業界でもよく使われる。ベータ版・テスト版などの完成をマスターアップと呼ぶこともあり、その場合の製品マスターは「ゴールデンマスター」と呼ばれる。
アダルトゲーム月刊誌『PUSH!!』2010年4月号に、同業界におけるマスターアップの概念と事情の解説記事が掲載されている。それによれば、狭義のマスターアップとはゲーム完成の瞬間を指し、広義のマスターアップとは狭義のマスターアップを目指す作業を指すという。広義のマスターアップにおける主な作業は、
- 素材の最終組み込み
- テストプレイ（ブラッシュアップ）
- デバッグ

の3つであるという。
カットオーバー
マスターアップよりもさらに規模の大きいもので、情報システムの稼働段階（または、稼働日、稼働の瞬間）を指していう。